# Protaleuron rhodogaster
Protaleuron rhodogaster là một loài bướm đêm thuộc họ Sphingidae. Loài này có ở Ecuador tới Bolivia.
Chiều dài cánh trước khoảng 34 mm đối với con đực. Phía trên thân màu ô liu hơi xanh lá cây. Con cái giống con đực nhưng có cánh trước rộng hơn.